# Markham Regional Arboretum
El Arboreto Regional Markham (en inglés: Markham Regional Arboretum, también denominado como Markham Nature Park & Arboretum), es un arboreto y jardín botánico de 16 acres (65,000 m²) de extensión, administrado por la sociedad « Markahm Regional Arboretum Society » en colaboración con el ayuntamiento de Concord, California, Estados Unidos.

## Localización
El arboreto se ubica en la proximidad de Concord. En la zona bioclimática USDA 9b y AHS zona 7.
Markham Regional Arboretum, 1202 La Vista Avenue, P.O. Box 21338 Concord, condado de Contra Costa, California CA 96025 United States of America-Estados Unidos de América.
Planos y vistas satelitales.37°57′36″N 122°0′0″O / 37.96000, -122.00000
La entrada es gratuita.

## Historia
"Ira" y "Bee" Markham, los dueños originales de la finca, vendieron los terrenos a la ciudad de Concord en 1966. Pusieron la cláusula de que el área fuera mantenida tan natural como sea posible, dejando crecer sobre todo las plantas y los árboles locales para que los residentes de la zona los pudieran gozar.
El Arboretum fue creado en 1981 y actualmente 2009, los trabajos de conformación van progresando, aunque la mayor parte del terreno se mantiene en su estado natural.

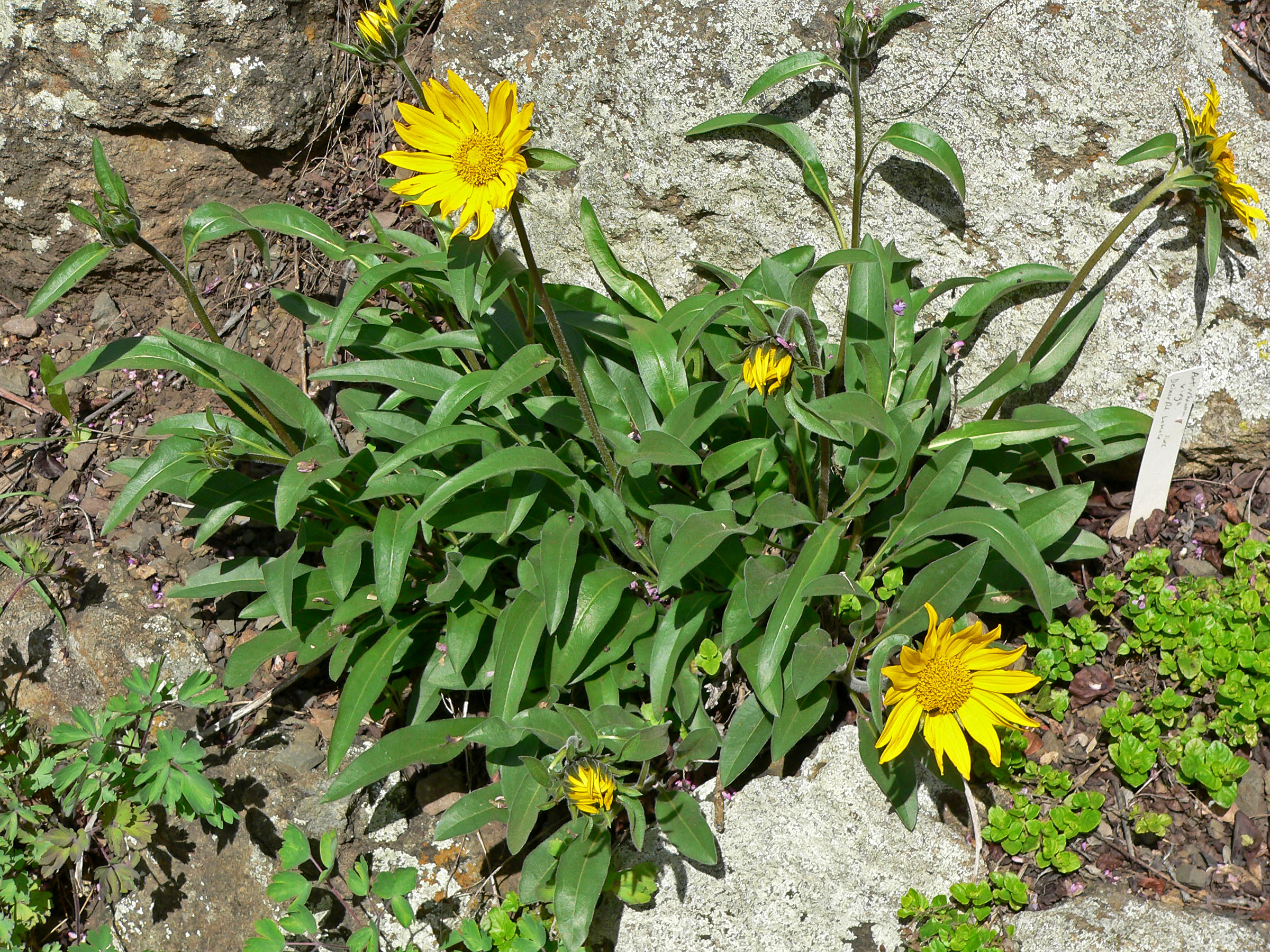
Helianthella castanea planta endémica del condado de Contra Costa en Monte Diablo.

## Colecciones
Aunque en el arboreto se han introducido plantas de fuera de la zona, el arboreto tiene la vegetación propia del área en su mayor parte y se hace un hincapié especial en la flora endémica del condado de Contra Costa.
Está situado adyacente a « Cowell Road » donde se encuentra el Markham Nature Park and Science Center. Este parque tiene una antigua granja, actualmente usado como aulario para los estudiantes de la institución « GATE, Gifted and Talented Education » (PUERTA, educación para talentos y dotados). 
Una vez por semana, los estudiantes de GATE vienen al parque y aprenden sobre la diversidad biológica de los alrededores, y otros temas relacionados de las ciencias. Los estudiantes van en alzas y aprenden sobre los árboles y los pájaros, se toman el día para recoger muestras de "Galindo Creek" (arroyo Galindo), que atraviesa el parque, y cuidan de los muchos animales que residen en la granja de Markhams. Los animales van desde serpientes a ratones, tortugas, y un sapo llamado "Alligator" que vive en una bañera. Por la noche, la mayor parte de los niños reciben un animal asignado, para llevarlo a casa y cuidar de él.